# 溫切斯特 (堪薩斯州)
溫切斯特（英語：Winchester）是一個位於美國堪薩斯州傑佛遜縣的城市。

## 地方資料
根據2020年美國人口普查的數據，溫切斯特的面積為0.93平方千米，當中陸地面積為0.90平方千米，而水域面積為0.03平方千米。當地共有人口461人，而人口密度為每平方千米495.7人。